# Villa Moller
La Villa Moller (en chino tradicional, 马勒住宅; pinyin, Male zhuzhai), situada en el 30 de South Shanxi Road en la concesión francesa de Shanghái (China), es una mansión de época colonial construida por el empresario sueco Eric Moller en 1936. Su característico diseño incluye gabletes y chapiteles marrones de estilo neogótico y neotudor. En 2002 se inauguró en la Villa Moller un hotel de cinco estrellas.

## Historia
El sueco Eric Moller se trasladó a Shanghái en 1919. Una gran parte de su fortuna la había heredado de su padre, Nils Moller, que fundó una empresa de construcción naval en Hong Kong en la década de 1860. La empresa familiar Moller estaba orientada principalmente a los buques y a la construcción naval, aunque posteriormente se aventuró también en el negocio inmobiliario y en el asegurador. Esta empresa funcionó con éxito en Hong Kong hasta la década de 1990. Tras su traslado a Shanghái, Eric Moller trabajó en el transporte marítimo, ganando grandes cantidades de dinero también en las carreras de caballos, que reinvirtió en granjas. Fue miembro del consejo de administración del Club de Jockey de la ciudad. Posteriormente, fundó su propia empresa inmobiliaria y compró un barco de vapor con el que navegaría entre Zhenjiang (provincia de Jiangsu) y Shanghái.
En 1936, Eric Moller hizo construir la Villa Moller al noroeste de la antigua concesión francesa de Shanghái, mansión que ocupó con su familia, que incluía seis niños y un gran número de perros y gatos. Cuando en 1949 el Partido Comunista se hizo con el poder en China, la familia Moller dejó el país, abandonando esta residencia, que fue utilizada entonces por el partido como edificio gubernamental. Unos años más tarde, la Villa Moller acogió la sede de la Liga de la Juventud Comunista de China. En 1989, esta emblemática casa fue incluida en el registro de lugares históricos chinos y posee el estatus de edificio protegido.
En 2001, el Hengshan Group fue autorizado a restaurar la mansión preservando su estilo arquitectónico original y a explotarla bajo concesión, añadiendo varios edificios. En 2002 se inauguró un hotel boutique de cinco estrellas en la Villa Moller. El antiguo salón de la mansión se transformó en un restaurante para los clientes del hotel y los visitantes de paso.

## Arquitectura

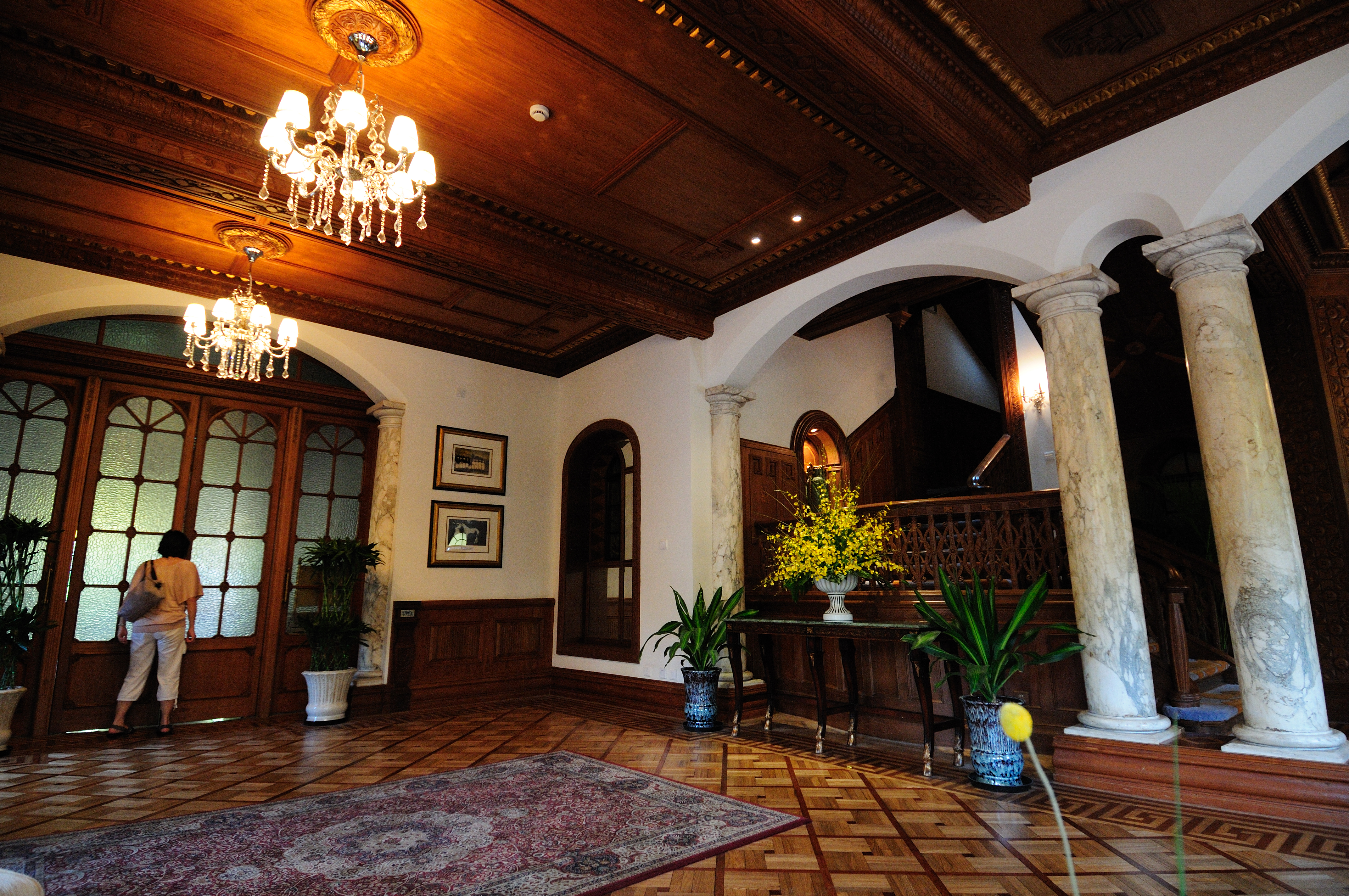
El interior de la Villa Moller en 2009.

La mansión fue construida en estilo escandinavo, con elementos de inspiración naval y una decoración que muestra influencias chinas. Algunas ventanas son circulares y recuerdan a los ojos de buey de un barco. La verja oval de la tercera planta también se inspira en el interior de los barcos. Muchos detalles arquitectónicos significativos provienen de la construcción naval. La decoración también se inspira en elementos chinos, en particular los dos leones en la puerta de entrada y diversas antigüedades chinas. Las habitaciones están decoradas utilizando modelos y diseños chinos.